# Konstantinopeltraktaten (1700)
|  | For andre traktater indgået i Konstantinopel, se Konstantinopeltraktaten |
| Mustafa 2. t.v. og Peter den Store t.h. |  | Mustafa 2. t.v. og Peter den Store t.h. |
| Mustafa 2. t.v. og Peter den Store t.h. |  |                                         |

Konstantinopeltraktaten var en fredstraktat, der blev indgået den 13. juli 1700 mellem Zar-Rusland og Det Osmanniske Rige. Traktaten afsluttede den russisk-tyrkiske krig (1686-1700). Den russiske zar Peter den Store opnåede ved traktaten besiddelse af området omkring Azov og sikrede derved Peter den Store adgang til Azovhavet. Herudover kunne Peter den Store med traktaten frigøre ressourcer til deltagelse i Den Store Nordiske Krig. 
Traktaten blev afløst af Prut-traktaten i 1711, efter at Osmannerriget senere blev involveret i den Store Nordiske Krig under Den russisk-tyrkiske krig (1710-11).

## Baggrund
Som en del af den anti-osmanniske "Den Hellige Liga" havde Zar-Rusland kæmpet mod Osmannerriget under Den store tyrkiske krig (Den russisk-tyrkiske krig (1686-1700)). Da de andre medlemmer af Ligaen — Det tysk-romerske Rige, Republikken Venedig og Den polsk-litauiske realunion — havde opnået deres mål med krigen, indgik de fred med den osmanniske sultan Mustafa 2. ved Karlowitztraktaten i (1699), en fredsaftale, der fuldstændig ignorerede de russiske interesser. Forhandlingerne blev påbegyndt i 1698 på et tidspunkt, hvor Rusland fortsat førte krig ved den nedre Dnepr og omkring Kertjstrædet, der forbinder Azovhavet med Sortehavet. Den russiske zar Peter den Store deltog personligt i forhandlingerne og havde allerede i 1687 aftalt en toårig våbenhvile med osmannerne ved Karlowitztraktaten. På daværende tidspunkt var det ikke muligt at indgå en endelig fredsaftale grundet uenigheder om Peter den Stores krav, der bl.a. omfattede  krav om russisk ret til at beskytte kristne i de osmannisk kontrollerede dele af Balkan, samt mangel på støtte fra Den Hellige Liga.
I efteråret 1699 sendte Peter den Store en udsending til sultanens hof, den Høje Port, i Konstantinopel for at forhandle en fredstraktat. De russiske ønsker var osmannernes anerkendelse af de russiske erobringer under Azovfelttogene og fri adgang til Sortehavet for russiske handelsskibe. Forhandlingerne skred langsomt frem, og Peter den Store kom under tidspres for at kunne angribe Sverige under Den Store Nordiske Krig, og han forlangte derfor, at udsendingen fik afsluttet forhandlingerne hurtigt, hvorfor kravet om adgang til Sortehavet blev frafaldet.

## Vilkår
Traktaten blev indgået i Konstantinopel den 13. juli (3. juli efter den julianske kalender) 1700. Zar-Rusland og Osmannerriget blev enige om en fred de næste 30 år. Sultanen anerkendte Ruslands besiddelser omkring Azov, herunder Azov og de nybyggede fæstninger i Taganrog, Pavlovsk og Mius. Rusland frafaldt kravet på Kertjstrædet, men blev fritaget for at betale årlig tribut til Krim-khanatet, hvilket Rusland havde været forpligtet til siden Den Gyldne Hordes besættelse af Storfyrstendømmet Moskva. Fæstningerne langs floden Dnepr, der var blevet hærget af russiske styrker, blev returneret til osmannerne. Områderne omkring den nedre del af Dnepr blev erklæret demilitariseret zone. Sultanen påtog sig at sikre, at sultanens undersåtter Krimtatarerne, ikke angreb Rusland, og zaren påtog sig at sikre, at zarens undersåtter donkosakkerne og zaporogkosakkerne ikke angreb osmannerne.
Begge parter påtog sig ikke at bygge fæstninger langs grænsen. Osmannerne frigav krigsfanger og påtog sig at tillade fri passage for russiske pilgrimme til Det Hellige Land og at oprette en russisk diplomatisk repræsentation i Konstantinopel.

## Betydning for Den Store Nordiske Krig
Indgåelsen af traktaten i 1710 var tæt knyttet til Den Store Nordiske Krig, der var begyndt kort inden. Peter den Store havde forhandlet med sine allierede og sikret sig et tre-sidet angreb på Sverige. De allierede var August 2., kurfyrste af Sachsen og konge af Polen-Litauen, samt Frederik 4. af Danmark. Peter den Store skulle angribe Svensk Ingermanland, August 2. skulle angribe Svensk Livland og Frederik 4. skulle angribe den svenske allierede Holstein-Gottorp. Peter den Stores havde med de allierede aftalt, at Ruslands angreb på Sverige først ville ske, når der var opnået fred med osmannerne. Den russiske indtræden blev forsinket til et tidspunkt, hvor Danmark allerede var besejret og havde måtte slutte fred med den svenske konge og Holstein-Gottorp ved  Freden i Travendal. Karl 12. kunne således koncentrere sin indsats mod Rusland, da Peter den Stores hær marcherede ud af Moskva mod Ingermanland. Det lykkedes herefter Karl 12. i 1700 at modstå det russiske angreb på Ingermanland ved slaget ved Narva.
Osmannerriget blev ni år senere involveret i krigen, da Karl 12. blev besejret af Peter den Stores hær ved slaget ved Poltava og måtte søge tilflugt med resterne af sin hær i den osmanniske vasal Moldavien. Disse begivenheder udløste en ny krig mellem Rusland og osmannerne ved det såkaldte Prut-felttog, der blev afsluttet ved Prut-traktaten (1711), der gav Azov tilbage til osmannerne. Sultanen erklærede i de følgende år tre gange krig mod Rusland uden at der dog fulgte egentlige krigshandlinger og Prut-traktaten holdt således Osmannerriget ude af den resterende del af Den Store Nordiske Krig.